# Douglas Bay (Mawson-Küste)
Die Douglas Bay ist eine 1,3 km breite und halbmondförmige Bucht an der Mawson-Küste des ostantarktischen Mac-Robertson-Lands. Ihr Ufer ist gesäumt vom Scullin-Monolithen.
Das Antarctic Names Committee of Australia benannte sie nach Eric Douglas (1902–1970), Teilnehmer der British Australian and New Zealand Antarctic Research Expedition (1929–1931) unter der Leitung des australischen Polarforschers Douglas Mawson.